# Blake Schilb
Blake Schilb (Rantoul, 23 dicembre 1983) è un cestista e allenatore di pallacanestro statunitense naturalizzato ceco.

## Carriera
Con la Rep. Ceca ha disputato i Campionati europei del 2015, i Campionati mondiali del 2019 e i Giochi olimpici di Tokyo 2020.

## Statistiche

### College
| Anno      | Squadra         | PG  | PT  | MP   | TC%  | 3P%  | TL%  | RP  | AP  | PRP | SP  | PP   |
| --------- | --------------- | --- | --- | ---- | ---- | ---- | ---- | --- | --- | --- | --- | ---- |
| 2003-2004 | Loyola Ramblers | 27  | 19  | 28,5 | 46,3 | 30,6 | 62,5 | 4,4 | 2,5 | 1,0 | 0,4 | 8,9  |
| 2004-2005 | Loyola Ramblers | 30  | 30  | 35,2 | 50,3 | 36,8 | 82,0 | 5,5 | 4,0 | 1,7 | 0,5 | 17,9 |
| 2005-2006 | Loyola Ramblers | 30  | 30  | 34,8 | 46,6 | 37,8 | 83,0 | 5,2 | 3,9 | 1,3 | 0,9 | 19,1 |
| 2006-2007 | Loyola Ramblers | 31  | 30  | 33,4 | 45,2 | 35,6 | 85,4 | 5,2 | 4,0 | 1,3 | 0,6 | 17,0 |
| Carriera  | Carriera        | 118 | 109 | 33,1 | 47,2 | 35,7 | 81,6 | 5,1 | 3,6 | 1,3 | 0,6 | 15,9 |

### Eurolega
| Anno      | Squadra      | PG | PT | MP   | TC%  | 3P%  | TL%  | RP  | AP  | PRP | SP  | PP   |
| --------- | ------------ | -- | -- | ---- | ---- | ---- | ---- | --- | --- | --- | --- | ---- |
| 2012-2013 | Élan Chalon  | 10 | 10 | 32,5 | 44,9 | 34,1 | 85,0 | 4,6 | 4,0 | 1,3 | 0,3 | 15,5 |
| 2013-2014 | Stella Rossa | 10 | 10 | 28,6 | 49,5 | 37,9 | 77,3 | 3,2 | 3,5 | 0,7 | 0,2 | 12,0 |
| 2016-2017 | Galatasaray  | 27 | 19 | 25,6 | 49,8 | 31,0 | 87,0 | 3,9 | 4,0 | 0,7 | 0,1 | 9,3  |
| Carriera  | Carriera     | 47 | 39 | 27,7 | 48,3 | 33,3 | 83,5 | 3,9 | 3,9 | 0,8 | 0,2 | 11,2 |

## Palmarès
- Campionato ceco: 2

ČEZ Nymburk: 2007-08, 2008-09
- Campionato francese: 1

Élan Chalon: 2011-12
- Coppa della Repubblica Ceca: 2

ČEZ Nymburk: 2008, 2009
- Coppa di Francia: 2

Elan Chalon: 2010-11, 2011-12
- Semaine des As: 1

Élan Chalon: 2012
- Eurocup: 1

Galatasaray: 2015-16

### Individuale
- LNB Pro A MVP straniero: 1

Élan Chalon: 2011-12
- LNB Pro A MVP finali: 1

Élan Chalon: 2011-12
- MVP Semaine des As: 1

Élan Chalon: 2012